# 伊萨克·博列斯拉夫斯基
伊薩克·葉菲莫維奇·博列斯拉夫斯基（羅馬化：Issak Yefremovych Boleslavskyi；1919年6月9日—1977年2月15日），苏联国际象棋棋手，特级大师。
博列斯拉夫斯基出生于蘇維埃烏克蘭佐洛托诺沙（现位于乌克兰中北部切爾卡瑟州），1950年获国际特级大师（International Grandmaster）称号。他对开局理论的主要贡献是西西里防御中的博列斯拉夫斯基變體（Boleslavsky Variation，1.e4 c5 2.Nf3 d6 3.d4 cxd4 4.Nxd4 Nf6 5.Nc3 Nc6 6.Be2 e5）。